# Bahnhof Hamburg Dammtor
Bahnhof Hamburg Dammtor eller blot Dammtor er en jernbanestation i bydelen Elmsbüttel i det centrale Hamborg i Tyskland. 
Stationen betjenes af både S-Bahn, InterCityExpress, InterCity og Regionaltog.